# Köyry
Köyry eller Köyryjärvi är en sjö i Finland. Den ligger i kommunen Rovaniemi i landskapet Lappland, i den norra delen av landet, 700 km norr om huvudstaden Helsingfors. Köyry ligger 153,1 meter över havet. Den är 11,8 meter djup. Arean är 7,57 kvadratkilometer och strandlinjen är 30,28 kilometer lång. Sjön  ingår i Kemi älvs huvudavrinningsområde.   
I övrigt finns följande i Köyry:
- Tukevasaari (en ö)
- Lehikkosaari (en ö)
- Apajasaari (en ö)
- Pirttisaari (en ö)
- Karisaari (en ö)
- Myyräsaaret (en ö)